# Хатанга (аэропорт)
Аэропорт «Ха́танга» — аэропорт села Хатанги Таймырского Долгано-Ненецкого района Красноярского края. Аэродром федерального значения. Находится аэропорт на расстоянии пятисот метров от края поселения и двух километров от его центра. Транспортное сообщение до аэропорта не предусмотрено.

## Аэропорт Хатанга
Аэропорт используется полярной авиацией, некоторыми авиакомпаниями — для дозаправки судов, выполняются чартерные рейсы. Аэропорт Хатанга работает круглосуточно и в любое время года.
В конце 2009 года взлётно-посадочная полоса аэропорта была реконструирована. В настоящее время аэропорт Хатанга способен принимать авиационную нагрузку до 170 тонн, а отстроенная взлётно-посадочная полоса имеет размеры 2704 х 48 метров, железобетонное покрытие. Классификационное число (PCN) ВПП 16/R/A/X/T.
8 октября 2021 года был введён в эксплуатацию новый аэровокзал
Аэропорт Хатанга способен обслуживать воздушные суда  Ил-76, Ил-86, Ту-154, а также все самолёты ниже классом.
Аэропорт, расположенный в Хатанге, является крупнейшим в Арктике.
По результатам торгов, проведённых весной 2007 года, новым собственником Хатангского авиаотряда стало Краевое государственное предприятие «Центр транспортной логистики», и, впоследствии, перешло к «КрасАвиа».
В настоящее время аэропорт Хатанга принимает рейсы из Красноярска (два раза в неделю на самолётах Як-42) и Норильска (один раз в неделю на самолётах Ан-26).
В советский период являлся запасным аэродромом для рейсов в Норильск. Ныне приём воздушных судов других авиакомпаний для совершения чартерных рейсов, в том числе и как использование запасного аэродрома для аэропорта Алыкель практически невозможен из-за ряда несоответствия современным требованиям (аэродром не может принимать современные модели самолётов с низкорасположенными двигателями).

## Принимаемые типывоздушных судов
Ан-12, Ан-24, Ан-26, Ан-74, Ил-62, Ил-76, Ил-86, Л-410, Ту-134, Ту-154, Як-40, Як-42, Sukhoi Superjet 100 и все самолёты 3-4 класса, вертолёты всех типов.

## Показатели деятельности
| год             | 2014 | 2015 | 2016 | 2017 | 2018 | 2019 | 2020 | 2021 |
| тыс. пассажиров | 15,4 | 17,2 | 23,6 | 34,8 | 3,93 | 15,3 | 17,1 | 21,2 |
| Источники:      |      |      |      |      |      |      |      |      |

## Службы аэропорта
Нач. аэропорта 

СОП 

ГСМ 

Гостиница 

УВД 

АТБ 

БЭРТОС 

АДП
ССТ и АО